# Kevihjulet
Kevihjulet er det dobbeltsporede hjul på moderne kontorstole, designet af den danske arkitekt Jørgen Rasmussen i 1965. Rasmussen designede det sammen med sin bror Ib, da de fik til opgave at skabe den såkaldte Kevi-Knollkontorstol. Designet af hjulet var revolutionerende i sin tid og siden er det blevet standarddesign for nærmest samtlige kontorstole i verden. 
Der eksisterede kontorstole med hjul siden slutningen af det 19. århundrede, men stolene var meget tunge, ustabile og hjulene kunne ikke køre ordentlig rundt og skrabede gulvene; eller stolene var alt for dyre til masseproduktion, såsom den fint designede Weber-kontorstol med metalhjul sat i kuglelejer. Det revolutionerende design af Kevihjulets to spor og hjulakslens midterpunkt gjorde, at hjulet var mere stabilt og samtidig kunne let dreje 360 grader rundt om sig selv, så man kan, siddende på stolen, let vende, køre og dreje i alle retninger. Hjulet kunne også let køre på bløde underlag såsom tæpper. Hjulet var også designet i plast, hvilket betød, at hjulet ikke behøver smørelse som metalhjul gør, og at det er billigt at producere.
Jørgen Rasmussen blev hædret for opfindelsen af Kevihjulet med Den Danske Design ID-pris i 1969.
Kevihjulet er kommet i den danske Kulturkanon i 2006.